# Sophie von Hohenberg
Prinsesse Sophie af Hohenberg (Sophie Marie Franziska Antonia Ignatia Alberta von Hohenberg; 24. juli 1901 – 27. oktober 1990) var den eneste datter af ærkehertug Franz Ferdinand af Østrig og hans kone Sophie, hertuginde af Hohenberg, som begge blev myrdet i Sarajevo den 28. juni 1914. Deres attentat udløste Første Verdenskrig, så Sophie og hendes to brødre bliver nogle gange beskrevet som de første forældreløse børn fra Første Verdenskrig.